# ملكية نيوزيلندا
يُقصد بـ ملكية نيوزيلندا (بالإنجليزية: Monarchy of New Zealand، وبالماورية: Kuini o Aotearoa) النظام الدستوري للحكم الذي يكون فيه الملك المتوارث هو صاحب سيادة نيوزيلندا ورأس الدولة. اعتلى تشارلز الثالث العرش عند وفاة والدته إليزابيث الثانية في 8 سبتمبر 2022، في حين يُعد ابنه البكر ويليام أمير ويلز ولي عهده.
وُقعت معاهدة وايتانغي بين الملكة فيكتوريا والماوري في عام 1840، ونتيجة لذلك أصبح الملك البريطاني رأس الدولة. أصبحت نيوزيلندا، على نحو تدريجي، مستقلة عن بريطانيا، وتطورت الملكية لتصبح نظام قانوني نيوزيلندي متميز وممثَل برموز فريدة. يتشارك الشخص، الذي هو ملكة نيوزيلندا اليوم، 15 دولة أخرى داخل دول الكومنولث، وكلها مستقلة، وملكية كل دولة منها مستقلة من الناحية القانونية. نتيجة لذلك يحمل الملك الحالي اللقب الرسمي ملك نيوزيلندا (بالماورية: Kuini o Aotearoa‏)، وبهذه الصفة، تتولى هي وقرينها وسائر أفراد الأسرة المالكة مختلف الوظائف العامة والخاصة في جميع أنحاء نيوزيلندا وتتولى التحدث باسم البلاد في الخارج. ومع ذلك، فإن الملك هي العضو الوحيد في الأسرة المالكة الذي له دور دستوري.
تُخوَّل جميع السلطات التنفيذية للملكة، ويلزم الحصول على موافقة ملكية لكي يسن البرلمان القوانين ولكي يكون للخطابات براءة تمليك وللأوامر الصادرة عن المجلس أثر قانوني. مع ذلك، فإن سلطة الملك تخضع للشروط التقليدية للملكية الدستورية، ومشاركتها المباشرة في مجالات الحكم تكون محدودة. بدلًا من ذلك، يمارس أعضاء البرلمان المنتخبون معظم السلطات ذات الصلة، ومن بينهم وزراء التاج على نحو عام، والقضاة وقضاة الصلح. السلطات الأخرى المخولة للملكة، مثل تعيين رئيس الوزراء، فهي سلطات هامة ولكنها لا تُعامل إلا كسلطات احتياطية وكجزء أمني مهم من دور الملكية.
نظرًا لأن الملك تقيم في المملكة المتحدة، فإن معظم المهام الدستورية والاحتفالية الملكية في مملكة نيوزيلندا يضطلع بها عادة نائب الملك، حاكم عام نيوزيلندا.
يشكل دور الملكية موضوعًا متكررًا للنقاش العام. يعتقد بعض النيوزيلنديين أنه ينبغي على نيوزيلندا أن تصبح جمهورية، يعيش فيها رئيس نيوزيلندي، بينما يرغب آخرون في الاحتفاظ بالملكية.

## الدور الدستوري

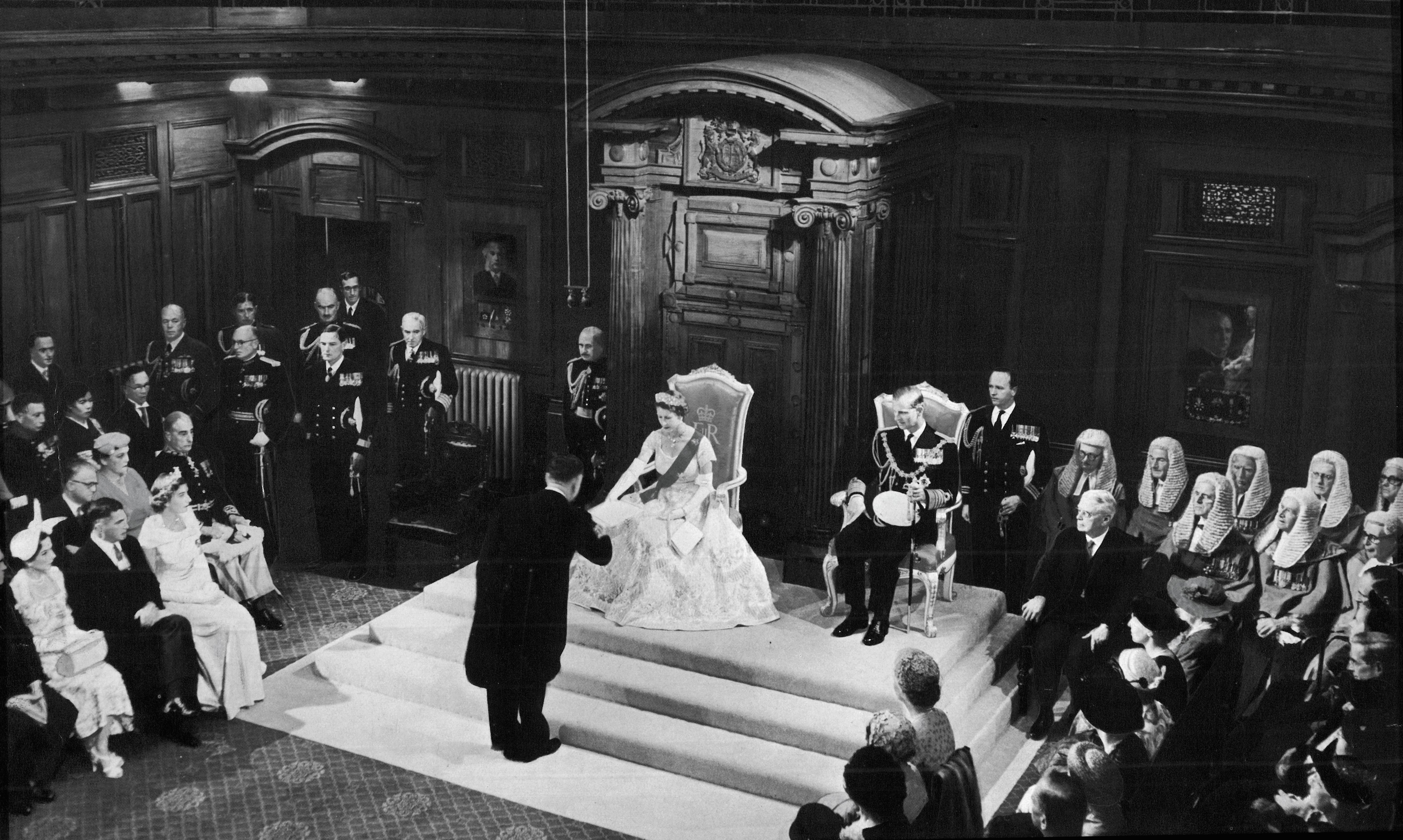
افتتحت صاحبة الجلالة الملكة إليزابيث الثانية جلسة للبرلمان النيوزيلندي في 12 يناير 1954 في قاعة المجلس التشريعي بمبنى البرلمان. وهي تقبل نسخة ورقية من خطابها من العرش من السير سيدني هولاند (رئيس الوزراء، 1949-1957)

يتألف دستور نيوزيلندا من مجموعة متنوعة من القوانين والاتفاقيات البريطانية أو النيوزيلندية الأصل، والتي تمنح نيوزيلندا نظامًا حكوميًا برلمانيًا، حيث يكون دور الملك قانونيًا وعمليًا. يُنظر إلى التاج باعتباره هيئة تعاونية، إذ تتولى الملك منصب رئيس الدولة، ويعمل كمركز لبنية تشارك فيها مؤسسات حكومية متعددة تعمل تحت سلطة الملك.
تُعرف السلطات الواسعة التابعة للتاج باسم امتياز التاج، الذي لا تتطلب ممارسته موافقة البرلمان، ولكن تلك السلطات ليست مطلقة؛ فعلى سبيل المثال، ليس للملكة حق فرض وتحصيل ضرائب جديدة دون إذن من البرلمان. مع ذلك، يجب الحصول على موافقة التاج قبل أن يناقش البرلمان مشروع قانون يمس امتيازات أو مصالح الملك، ولا يلزم أي قانون برلماني الملك أو حقوقها ما لم ينص القانون صراحة على ذلك.

### من الناحية التنفيذية
يعرّف القانون الدستوري حكومة نيوزيلندا (التي تُسمى رسميًا حكومة صاحبة جلالتها) بأنها حكومة الملك التي تتصرف بناء على مشورة المجلس التنفيذي. تتمثل إحدى مهام التاج الرئيسية في ضمان وجود حكومة ديمقراطية على الدوام، وهو ما يعني تعيين رئيس للوزراء يرأس الحكومة بعد ذلك، وهي لجنة تابعة للمجلس التنفيذي مكلفة بتقديم المشورة إلى التاج بشأن ممارسة امتيازات التاج، وملزمة قانونًا بإبقاء الحاكم العام على علم بآخر التطورات في شؤون الدولة.
في بنية الملكية الدستورية والحكومة المسؤولة، تكون المشورة الوزارية المقدمة ملزمة عادة، بمعنى أن الملك تملك ولكن لا تحكم. ومع ذلك، تعود امتيازات التاج إلى التاج وليس إلى أي من الوزراء، ويجوز للشخصيات الملكية ونائبها أن تستخدم هذه السلطات من جانب واحد في حالات الأزمات الدستورية الاستثنائية، ما يسمح للملكة بالتأكد من أن الحكومة تتصرف وفقًا للدستور. هناك أيضًا بعض الواجبات أو بعض مشاريع القوانين تتطلب موافقة الملك على نحو خاص؛ ويشمل ذلك وضع التوقيع الملكي والختم الملكي لنيوزيلندا على أوراق تعيين الحاكم العام، وإقرار منح الأوسمة الملكية النيوزيلندية، والموافقة على أي تغيير في لقبها النيوزيلندي.

#### من ناحية الشؤون الخارجية
تمتد امتيازات التاج أيضًا إلى الشؤون الخارجية: إذ تتولى الملك أو الحاكم العام إدارة المعاهدات والتحالفات والاتفاقات الدولية بناء على مشورة مجلس الوزراء. يعتمد الحاكم العام أيضًا، بالنيابة عن الملك، المفوضين السامين والسفراء النيوزيلنديين، ويستقبل دبلوماسيين مماثلين من دول أجنبية. كانت خطابات الاعتماد والاستدعاء تُصدر سابقًا من قبل الملك، ولكنها تُصدر الآن باسم الحاكم العام الحالي (بدلًا من اتباع العملية الدولية المعتادة المتمثلة في توجيه الخطابات من رئيس إلى آخر). يندرج إصدار جوازات السفر ضمن امتيازات التاج، ومن ثم تُصدر جميع جوازات السفر النيوزيلندية باسم الملك وتظل ملكًا لها.

### من ناحية البرلمان
الملك هي أحد عنصري برلمان نيوزيلندا. مع ذلك، لا تشارك الملك والحاكم العام في العملية التشريعية باستثناء الموافقة الملكية اللازمة لسن مشروع قانون بوصفه قانونًا، ويمكن لعضو أو لمندوب أن يؤدي هذه المهمة، وهو ما أصبح الآن مسألة اتفاق. يتحمل التاج مسؤولية استدعاء مجلس النواب وحله، وبعد ذلك يدعو الحاكم العام عادة إلى إجراء انتخابات عامة. تتميز الجلسة البرلمانية الجديدة بتلاوة الملك أو الحاكم العام لخطاب العرش، وبما أن الاثنين ممنوعان تقليديًا من دخول مجلس النواب، فإن هذا الاحتفال يجري حدوثه في قاعة المجلس التشريعي، وقد افتتح الملك البرلمان شخصيًا في ست مناسبات: يناير 1954، وفبراير 1963، ومارس 1970، وفبراير 1974، وفبراير 1986، وفبراير 1990.
على الرغم من استبعاد الملك، لا يزال يتعين على أعضاء البرلمان التعبير عن ولائهم لها وإذعانهم لسلطتها، إذ يتعين على جميع البرلمانيين الجدد تلاوة قسم الولاء قبل أن يتمكنوا من شغل مقعدهم. علاوة على ذلك، يُطلق تقليديًا على المعارضة الرسمية بالمعارضة المخلصة لصاحبة جلالتها، ما يدل على أنه بالرغم من معارضة الأعضاء للحكومة القائمة، فإنهم يظلون موالين للملكة (كتجسيد للدولة وسلطتها).

### من ناحية المحاكم
تُعد الملك مسؤولة عن تحقيق العدالة لجميع رعاياها، ومن ثم فهي تعتبر تقليديًا ينبوع العدالة. ومع ذلك، فهي لا تحكم بنفسها في القضايا القضائية، وبدلًا من ذلك، يضطلع القضاة وقضاة الصلح، على سبيل الأمانة وباسم الملك، بالمهام القضائية في ما يخص الامتياز التاج. تُعد الملك محصنة من الملاحقة الجنائية، والمفهوم في القانون العام هو أنه «لا يمكن للملكة أن ترتكب جرمًا»، ولا يمكن مقاضاة الملك عن جرائم جنائية في محاكم الملك. تُمنح الملك أيضًا، ومن ثم الحاكم العام، الحصانة من الملاحقة القضائية، ويمارس الامتياز الملكي للرحمة، ويجوز له العفو عن الجرائم المرتكبة ضد التاج، سواء قبل المحاكمة أو أثناءها أو بعدها.

## وصلات خارجية
- البيانات الصحفية من العائلة المالكة - نيوزيلندا (بالإنجليزية)
- ملكية نيوزيلندا (بالإنجليزية)
- زيارة صاحبة جلالتها إلى نيوزيلندا 1953–54 (بالإنجليزية)